# Ferdinand Duchoň
Ferdinand Duchoň (* 15. Mai 1938 in Brno) ist ein ehemaliger tschechoslowakischer Radrennfahrer und nationaler Meister im Radsport.

## Sportliche Laufbahn
Duchon war Bahnradsportler und bestritt vorwiegend Ausdauerdisziplinen. Er war Teilnehmer der Olympischen Sommerspiele 1960 in Rom. Dort startete er in der Mannschaftsverfolgung und wurde dabei gemeinsam mit Slavoj Černý, Jan Chlístovský und Josef Volf auf dem 5. Rang klassiert.
1957 siegte er in der nationalen Meisterschaft in der Einerverfolgung. 1958 und 1959 konnte er den Titel verteidigen. 1961 und 1962 konnte er erneut die Meisterschaft für sich entscheiden. Während dieser Zeit war er Angehöriger der Armee und startete für den Armee-Sportklub Dukla Pardubice. 1957 gewann er den Titel in der Mannschaftsverfolgung. 1958 und 1961 gewann er diesen Titel erneut mit seinem Vierer.